# Osmia atroalba
Osmia atroalba är en biart som beskrevs av Morawitz 1875. Osmia atroalba ingår i släktet murarbin, och familjen buksamlarbin. Inga underarter finns listade i Catalogue of Life.